# اندری لاکینکو
اندری لاکینکو (اوکراینی: Андрій Вікторович Лакеєнко؛ زادهٔ ۲۹ سپتامبر ۱۹۹۹) بازیکن فوتبال است.